# Référendum lituanien sur la construction d'une nouvelle centrale nucléaire
 (août 2025).
Le référendum lituanien de 2012 est un référendum en Lituanie, ayant eu lieu le 14 octobre 2012, en même temps qu'une élection législative. Le référendum propose la construction d'une nouvelle centrale nucléaire pour remplacer la centrale nucléaire d'Ignalina.
Le référendum a un taux de participation de 52,58 % avec 1 361 082 votants pour un corps électoral de 2 588 418 personnes. 35,23 % des votants ont répondu favorablement à la question posée soit 463 966 personnes. 64,77 % des votants se sont opposés à la question posée soit 853 163 personnes.